# 오르벨린 피네다
오르벨린 피네다 알바라도(스페인어: Orbelín Pineda Alvarado, 1996년 3월 24일 ~ )는 멕시코의 축구 선수이다. 포지션은 미드필더이다. 현재 그리스 수페르리가 엘라다의 클럽인 AEK 아테네 FC에서 활약하고 있다.